# Morane-Saulnier BB
Morane-Saulnier BB byl dvouplošný pozorovací letoun s dvoučlennou osádkou vzniklý ve Francii v době první světové války, a užívaný převážně britským Royal Flying Corps. Jednalo se o konvenční dvouplošník s jednokomorovým systémem vzpěr a pilotem a pozorovatelem sedících v otevřených kokpitech tandemového uspořádání. Původní zakázka zněla na 150 kusů poháněných rotačními motory Le Rhône 9J o výkonu 110 hp, ale jejich nedostatek vedl k tomu, že většina z 94 nakonec vyrobených letounů měla instalovány motory Le Rhône 9C o výkonu 80 hp.
Jako alternativní pohonná jednotka byl zkoušen kapalinou chlazený motor Hispano-Suiza, ale typ BH, jak byl tento prototyp označen, zůstal u jediného experimentálního exempláře.:s.348
Francouzské armádní letectvo typu přidělilo označení MoS.7, ale nepřevzalo ani jeden kus stroje. 
Hlavním uživatelem se staly britské Royal Flying Corps a Royal Naval Air Service, jejichž perutě jej užívaly jak v původní roli pozorovacích letounů, tak jako stíhací s výzbrojí kulometem Lewis neseného nad horním křídlem.
Malý počet letounů byl dodán i Letectvu carského Ruska, kde byl také společností Dux v roce 1917 vyroben jeden kus typu BB vyzbrojený dvojicí synchronizovaných kulometů Vickers.
Španělská společnost Compania Espanola Construcciones Aeronauticas vyrobila roku 1916 pro Španělské letectvo v licenci okolo 12 kusů typu, odlišujících se použitím motoru Hispano-Suiza 8A.

## Uživatelé

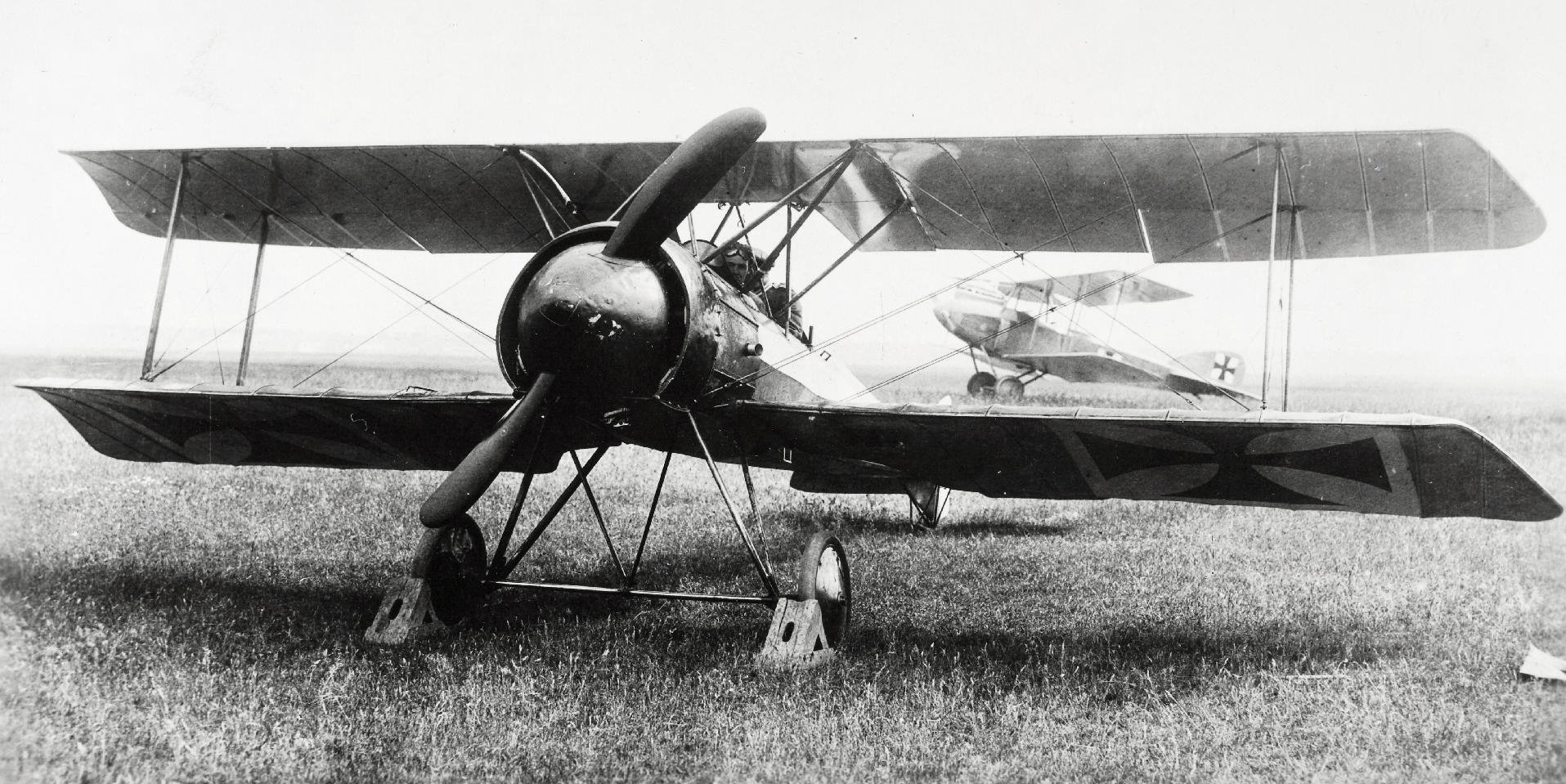
Morane-Saulnier BB ukořistěný Německem.

- Spojené království
  - Royal Flying Corps[4]
    - 1. peruť RFC
    - 3. peruť RFC
    - 12. peruť RFC
    - 60. peruť RFC

  - Royal Naval Air Service
    - 1. peruť RNAS
    - 3. peruť RNAS
    - 4. peruť RNAS
- Ruské impérium
  - Letectvo carského Ruska
- Španělsko
  - Španělské letectvo

## Specifikace
Údaje podle publikace French Aircraft of the First World War:s.346

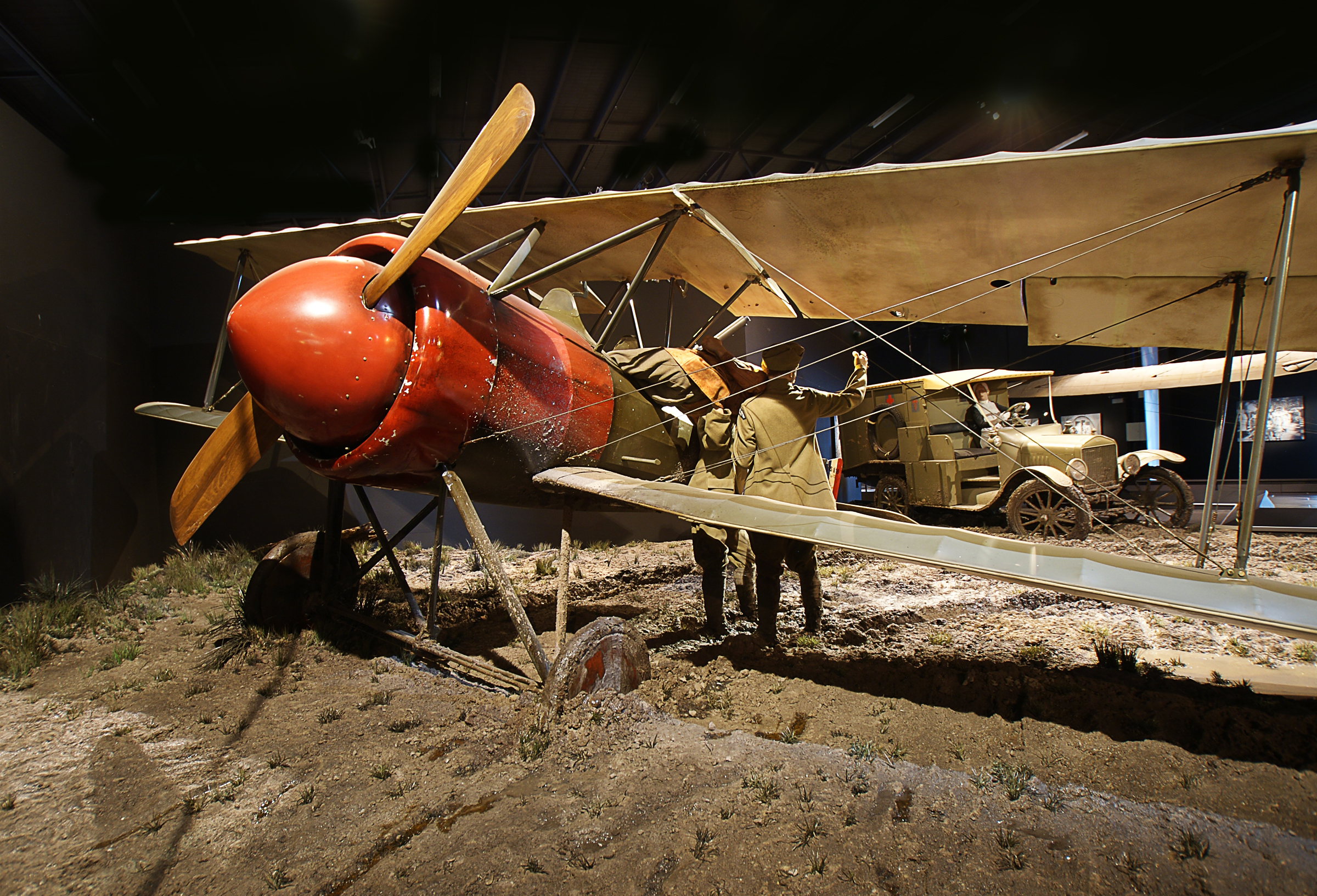
Morane-Saulnier Type BB

### Technické údaje
- Posádka: 2 (pilot a  pozorovatel)
- Délka: 8,585 m
- Rozpětí: 6,935 m
- Výška: 2,615 m
- Nosná plocha: 22,32 m²
- Prázdná hmotnost: 491 kg
- Vzletová hmotnost: 761 kg
- Pohonná jednotka: 1 × rotační motor Le Rhône 9C
- Výkon pohonné jednotky:  80 hp (59,6 kW)

### Výkony
- Maximální rychlost: 134 km/h ve výši 3 050 m
- Dostup: 3 660 m
- Výstup do 1 980 m: 13 minut
- Výstup do 3 050 m: 26 minut 48 sekund

### Výzbroj
- 1 × kulomet Lewis ráže 7,7 mm na horním křídle
- 1 × pohyblivý kulomet Lewis